# Die deutschen Kleinstädter
Die deutschen Kleinstädter ist ein Lustspiel in vier Akten von August von Kotzebue, das sich mit der kleinbürgerlichen Welt beschäftigt und 1802 in Wien uraufgeführt wurde.

## Handlung

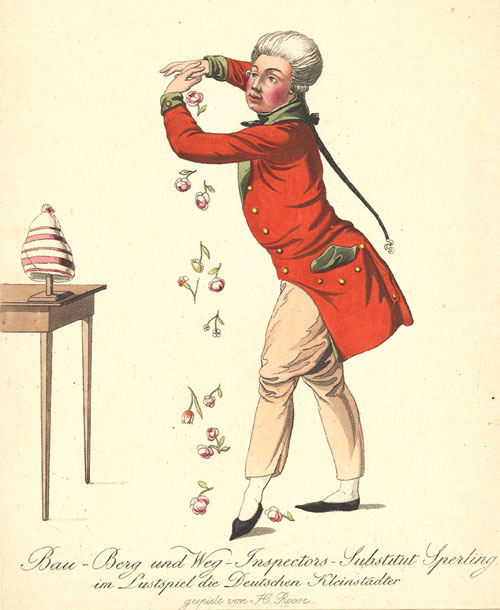
Bau, Berg- und Weginspektorssubstitut Sperling

Der Bürgermeister des Städtchens Krähwinkel möchte seine Tochter Sabine mit dem Bau-, Berg- und Weginspektors-Substitut Sperling verheiraten. Die Tochter, die zuvor ein Jahr in der Residenzstadt verbracht hat, hat dort einen Herren kennengelernt (Herr Karl Olmers), von dem sie sehr angetan ist. Sie möchte auf keinen Fall mit Sperling vermählt werden, denn Olmers und Sabine möchten heiraten.
Kurz vor der Verlobung mit Sperling taucht der besagte Herr Olmers aus der Residenz plötzlich in Krähwinkel auf und bemüht sich, die Verlobung mit Sperling zu verhindern und als möglicher Schwiegersohn die Angehörigen von Sabine für sich zu gewinnen.
Die Angehörigen (Onkel, Tanten und Großmutter) sind von dem Herren aus der Residenz und seinen „großstädtischen“ Gepflogenheiten irritiert und verwundert. Da in der Stadt Krähwinkel alles seine spießigen Regeln hat, die den Herrn Olmers eher nicht bekümmern, stößt er auch auf Widerstand.

## Überblick

### 1. Akt
Szene:
- 1–4		Liebesbrief für Sabine von Olmers
- 5 		Sabine soll Sperling heiraten, was sie aber nicht will
- 6 		Der Bürgermeister wird vorgestellt
- 7		Alle wollen, dass Sabine Sperling heiratet
- 8/9		Olmers, der Geliebte von Sabine, kommt nach Krähwinkel
- 10		Sabine ist sich sicher: Sie will Sperling nicht heiraten
- 11/12		Der Freund des Ministers wird als Gast in Krähwinkel erwartet
- 13             Gerüchte über Olmers
- 14/15/16	Die letzten Vorbereitungen werden getroffen

### 2. Akt
Szene:
- 1/2		Olmers wird die Stadt Krähwinkel vorgestellt
- 3              Olmers ist „anders“
- 4/5		Ist Olmers der König?
- 6/7	        Olmers stellt klar, dass er nicht der König sei, niemand beachtet ihn
- 8	        Sabine hat gelogen: Olmers ist nicht der König
- 9/10		Olmers und Sabine
- 11	        Olmers wird zum Essen eingeladen

### 3. Akt
- 1–4    	Die Kleinstädter sind sich einig: Olmers hat keine Manieren
- 5		Sabine versucht alles wieder gut zu machen
- 6	        Der Bürgermeister schwärmt von seiner Stadt, Olmers hat nur Augen für Sabine
- 7	        Olmers will Sabine heiraten
- 8–10	        Der Familienrat wird zusammen gerufen: Soll Olmers Sabine bekommen?
- 11/12	        Sabine will retten, was zu retten ist
- 13	        Sabine will nur einen Mann: Olmers

### 4. Akt
- 1/2 		Sabine will mit Olmers reden
- 3	        Sperling ist eifersüchtig
- 4–6		Die halbe Nachbarschaft wacht durch Sperlings Lärm auf
- 7–9	        Der Nachtwächter ist ganz aufgeregt: Die Delinquentin ist geflohen
- 10	        Der Bürgermeister gibt Herrn Staar die Schuld daran
- 11	        Sabine und Olmers werden entdeckt / Olmers hat einen genialen Einfall
- 12	        Auch Frau Staar ist begeistert: Olmers hat einen Titel

## Kritikfelder
Kotzebue wendet sich vor allem gegen die Spießigkeit der Dorfbevölkerung. Die Stadt Krähwinkel wird gezeichnet als Dorfgemeinschaft, die gerne eine richtige Stadt wäre und sich krampfhaft um städtische Ehren und Verfahren bemüht. Einzelne Kritikfelder sind:
- Der plumpe Dichter Sperling, Zitat: „Der Schmetterling vermählt sich mit der Rose / und trinkt entzückt den Tau aus ihrem Schoße.“
- Die Titelsucht der Bürger, die auf Anrede mit vollem Titel bestehen, zum Beispiel „Frau Unter-Steuer-Einnehmerin“ oder „Frau Ober-Floß-und-Fisch-Meisterin“.
- Die Bürokratie: Die Stadt erhebt eine Steuer zur Ausbesserung der Straßen (es gibt nur zwei), lässt diese aber im miserablen Zustand bestehen, da sie sonst die Steuer nicht mehr erheben könnte. Auch werden die Laternen nicht angezündet, wenn Mondschein im Kalender steht, auch wenn der Mond erst gegen Morgen überhaupt aufgeht.
- Ein schwerfälliges, pedantisches Rechtssystem: Nach jahrelangem Prozess hat die Stadt Krähwinkel sich gegen eine Nachbargemeinde das Recht erfochten, eine gefangene Kuhdiebin zu bestrafen, die allerdings nach neunjähriger Ordnungshaft geflüchtet ist.

## Auseinandersetzung mit Goethe
Goethe empfand einige Passagen als mögliche Anspielungen auf andere Dichter und strich oder veränderte sie bei seiner Inszenierung. Kurz vor der Uraufführung stellte Goethe Kotzebue vor vollendete Tatsachen – ein Kompromiss konnte nicht mehr gefunden werden und die Aufführung platzte.
Kotzebues Anspielungen sind eher allgemeiner Natur: So wird bei Goethe beispielsweise „Herr Sperling macht wohl gar noch ein Sonett auf mich“ zu „... ein Gedicht auf mich“. Goethe sagte, es sei „Grundsatz bei ihm, nichts auf seiner Bühne aussprechen zu lassen, was irgendeine Partei bezeichne, oder überhaupt Beziehung auf neuere Literatur habe“.
Die Deutschen Kleinstädter wurden in Weimar 1803 doch noch aufgeführt, als das Schauspiel in Druck erhältlich war und Änderungen auch ohne Zustimmung des Autors gemacht werden konnten.

## Frauenbild
Kotzebue zeichnet ein weitgehend modernes, wenn auch sehr tugendhaftes Frauenbild: Sabine, die Protagonistin, treibt die Handlung weitgehend selber voran und setzt sich gegen die Versuche ihres Vaters durch, sie mit Sperling zu verheiraten. Sie wehrt sich auch bestimmt gegen die vorschnellen Avancen ihres zukünftigen Gatten. Als der sie zu einem Nachtspaziergang verführen will, entgegnet sie: „Ein fröhlicher Spaziergang durchs Leben an Ihrer Hand, aber kein solcher Spaziergang vor der Hochzeit. Drum gute Nacht. Morgen rücken Sie nur fein mit dem Titel heraus und befolgen meine übrigen Vorschriften pünktlich.“ (Sie meint dazu ihren Plan, wie sich Olmers bei den Bürgern beliebt machen und um ihre Hand anhalten soll).

## Oper
- Oper „Die Kleinstädter“ von Theodor Veidl (Libretto von Paul Eisner) uraufgeführt in Prag 1935, Wiederaufführungen 2005/2006 in Regensburg und Prag.

## Parodie
- „Freiheit in Krähwinkel“, eine Posse mit Gesang von Johann Nestroy mit der Musik von Michael Hebenstreit, Uraufführung am 1. Juli 1848 im Carltheater, Wien.